# Кауэннек-Ланвезеак
Кауэнне́к-Ланвезеа́к (фр. Caouënnec-Lanvézéac, брет. Kaouenneg-Lanvezeeg) — коммуна во Франции, находится в регионе Бретань. Департамент — Кот-д’Армор. Входит в состав кантона Бегар. Округ коммуны — Ланьон.
Код INSEE коммуны — 22030.

## География
Коммуна расположена приблизительно в 420 км к западу от Парижа, в 145 км северо-западнее Ренна, в 50 км к северо-западу от Сен-Бриё.
Вдоль северной и западной границ коммуны протекает река Генди.

## Население
Население коммуны на 2016 год составляло 868 человек.
| 1962 | 1968 | 1975 | 1982 | 1990 | 1999 | 2008 | 2016 |
| ---- | ---- | ---- | ---- | ---- | ---- | ---- | ---- |
| 373  | 395  | 472  | 614  | 582  | 628  | 836  | 868  |

## Экономика
В 2007 году среди 528 человек в трудоспособном возрасте (15—64 лет) 383 были экономически активными, 145 — неактивными (показатель активности — 72,5 %, в 1999 году было 73,3 %). Из 383 активных работали 349 человек (192 мужчины и 157 женщин), безработных было 34 (16 мужчин и 18 женщин). Среди 145 неактивных 48 человек были учениками или студентами, 56 — пенсионерами, 41 были неактивными по другим причинам.

## Достопримечательности
- Церковь Нотр-Дам (1865 год)
  - Купель для крещения (XV век). Исторический памятник с 1983 года[3]
- Церковь Сент-Эзешьель
  - Бронзовый колокол (1749 год). Диаметр — 59 см. На колоколе выгравирована надпись: MIAI IE SUIS POUR STE ANNE de GUINGAMP NOMME PAR H. et P. SEIG. MEre PIERRE de VAUCOULEUR PRIEUR de LA BOESSIERE COMTE DU DIT LIEUX et DEle IEANNE BOTREL de QUINTIN F.I.P. FONDUE LE 27 MARS 1749 ST EZEKIEL PATRON de LANVEZEAC. Исторический памятник с 1983 года[4]

## Фотогалерея

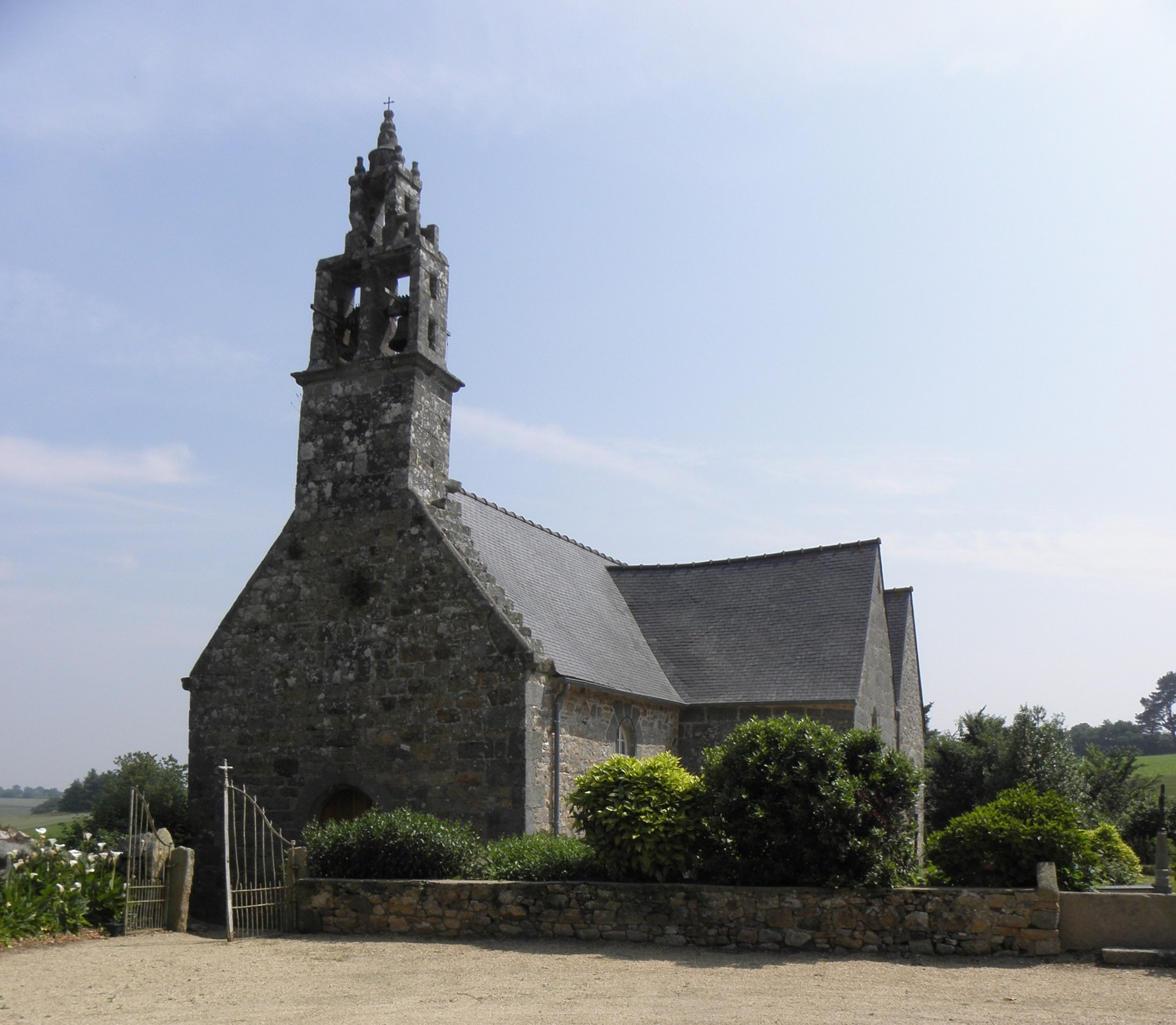
Церковь Сент-Эзешьель
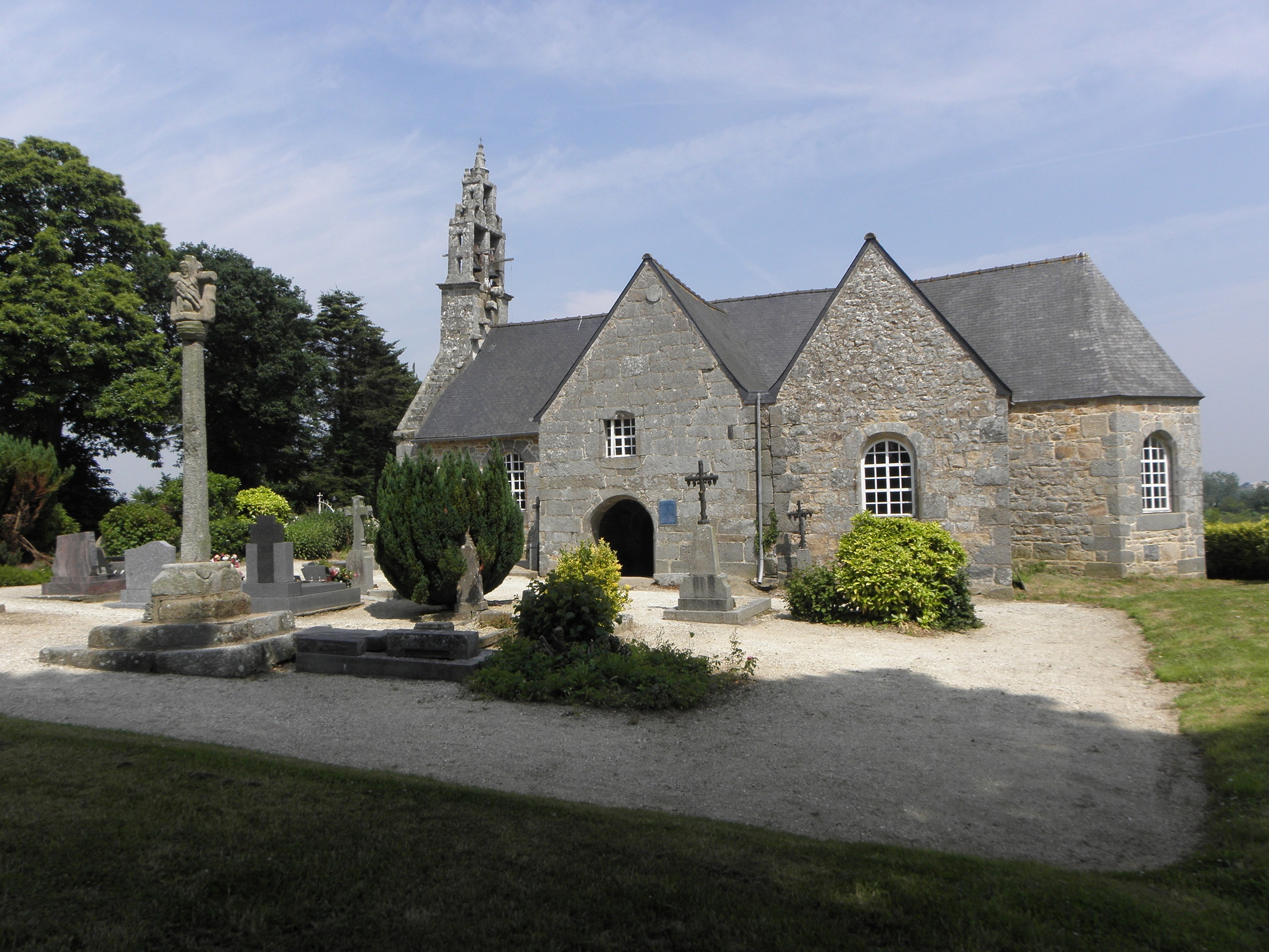
Церковь Сент-Эзешьель
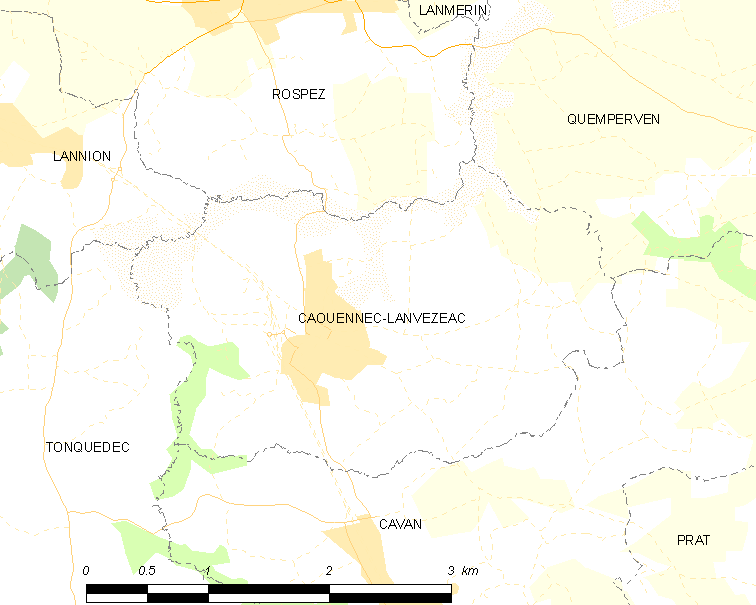
Карта коммуны